# Artus de Roannez

Wappen des Geschlechts der Gouffier

Artus Gouffier, Herzog von Roannez oder Herzog von Roannais (* 1627; † 4. Oktober 1696), war im Frankreich des 17. Jahrhunderts Gouverneur des Poitou unter Minister Mazarin und einer der engsten Freunde von Blaise Pascal.

## Leben
Artus Gouffier, Sohn von Henri Gouffier, Marquis von Boisy, Graf von Maulévrier und Schlossherr von Château d’Oiron (1605 – 24. August 1639) und von Anne-Marie du Peray (- 1676), erbte den Titel des Herzogs von Roannez von seinem Großvater, Louis Gouffier (1575–1642). Zum Gouverneur des Poitou wurde er 1651 ernannt.
Von Transportfragen begeistert trieb er die Arbeiten zur Trockenlegung des Marais Poitevin voran, trug zur Kanalisation der Sèvre Niortaise und später der Seine zwischen Paris und Rouen bei und entwickelte in Paris das Unternehmen der Carrosses à cinq sols.
Nach dem Tod von Blaise Pascal im Jahr 1662 bemühte er sich um die Veröffentlichung der Schriften des Philosophen. Des Jansenismus verdächtigt musste er das Herzogtum an seine Schwester Charlotte abgeben, als diese am 9. April 1667 den späteren Marschall von Frankreich François d’Aubusson de La Feuillade heiratete.